# Eustroma moorei
Eustroma moorei là một loài bướm đêm trong họ Geometridae.